# Phiala bamenda
Phiala bamenda är en fjärilsart som beskrevs av Embrik Strand 1911. Phiala bamenda ingår i släktet Phiala och familjen Eupterotidae. Inga underarter finns listade i Catalogue of Life.